# آنا تشابمان
آنا تشابمان (بالروسية: А́нна Васи́льевна Ча́пман)‏ (بالإنجليزية: Anna Chapman)‏ مواليد (23 فبراير 1982) هي سيدة أعمال روسية اعترفت بعملها لحساب شبكة تجسس تابعة للمخابرات الروسية، وقد تم القبض عليها مع تسعة أشخاص آخرون يوم 27 يونيو 2010
وقد أعيدت تشابمان إلى روسيا يوم 8 يوليو في إطار صفقة تبادل جواسيس، هي الأكبر من نوعها منذ نهاية الحرب الباردة.

## النشأة والتعليم
ولدت تشابمان في فولغوغراد وفقا لسلطات الولايات المتحدة،
وكان والدها يعمل في السفارة السوفيتية في نيروبي، كينيا. ووفقا لزوجها البريطاني السابق أليكس تشابمان، والدها فاسيلي كوشيتشينكو كان مسؤول كبير في الاستخبارات السوفييتية على الرغم من ان هذا ليس له مصدر تاكيد،
ووفقا لزوجها، حصلت آنا تشابمان كوشيتشينكو على درجة الماجستير في الاقتصاد مع مرتبة الشرف من الدرجة الأولى من جامعة موسكو.
ووفقا لمصادر أخرى قالت انها حصلت على شهادتها من الجامعة الروسية لصداقة الشعوب.

## لندن: 2001-2006
انتقلت تشابمان إلى لندن في عام 2003 أو 2004، وعملت في نت جتس، باركليز، وزعمت أنها عملت في عدد قليل من الشركات الأخرى لفترات وجيزة.
التقت أليكس تشابمان في حفلة في لندن في عام 2001 وتزوجا بعد ذلك بوقت قصير في موسكو.
ونتيجة لذلك اكتسبت الجنسيتين الروسية والبريطانية، وحصلت على جواز سفر بريطاني.

## نيويورك: 2009-2010
أقامت على بعد مبنى واحد من شارع وول ستريت في مانهاتن.
وفي حسابها الخاص على موقع لينكد إن عرفت نفسها على أنها الرئيس التنفيذى لشركة بيع عقارات دولية.
وقد ذكر أليكس أن آنا قالت له أن الشركة كانت تعانى من المديونية في أول عامين، ثم فجأة في عام 2009، كان لديها ما يصل إلى 50 موظفا ومشروع تجاري ناجح.
وتفيد التقارير أنها كانت تواعد ميشال بيتان، صاحب المطعم البارز في نيويورك.
وقالت في وقت لاحق في وصف وقتها في الولايات المتحدة باقتباس جملة تشارلز ديكنز، «كان أفضل الأوقات، وكان أسوأ الأوقات».
بعد اعتقال آنا في نيويورك، استأجر اليكس الإعلامية ماكس كليفورد، وباع قصته لصحيفة الديلي تلغراف.

## روسيا: 2010 - الوقت الحاضر
في أواخر ديسمبر كانون الأول عام 2010 عينت تشابمان في المجلس العام للشباب في حزب روسيا المتحدة.
ووفقا للمنظمة، قالت انها «سوف تشارك في تثقيف الشباب».
في 21 يناير 2011، بدأت تشابمان تقديم برنامج تلفزيوني أسبوعي في روسيا يسمى أسرار العالم لواحدة من أكبر القنوات التلفزيونية الخاصة في روسيا وهي رين تى في.
في يونيو عام 2011، أصبحت آنا رئيس تحرير مجلة أخبار تجارية، وفقا لبلومبرغ نيوز.
وطلب شهادتها في المحاكمة المغلقة الغيابية للكولونيل الكسندر بووتيف التي وقعت في موسكو في مايو ويونيو 2011.
وشهدت تشابمان في المحاكمة أن الكسندر بووتيف هو الوحيد الذي يمكن أن يكون قد قدم للسلطات الأمريكية المعلومات التي أدت إلى إلقاء القبض عليها في عام 2010؛
وزعمت أيضا أن ألقي القبض عليها بعد وقت قصير من اتصال لعميل أمريكي سري متخفى باستخدام الكود الذي يعرفة بووتيف فقط.
كتبت تشابمان مقالة في الصحيفة الروسية اليومية كومسومولسكايا برافدا في أكتوبر 2011. اتهمت لاحقاً بان المقالة مسروقة من ألكسندر بوشكين أمير شعراء روسيا.
وذكرت صحيفة الجارديان أن هذه الحادثة تضاف إلى النظرة السلبية العامة تجاها في قطاعات معينة من المجتمع الروسي، قائلة أنه في سبتمبر عام 2011، قوبلت «بصيحات استهجان خلال ألقاءها كلمة عن القيادة في جامعة سان بطرسبرغ الحكومية». وقام الطلاب آنذاك بعرض علامات تقول: «تشابمان، أخرجى من الجامعة!» و«الكرملين والاباحية في الاتجاه الآخر!».
مؤسسة تشابمان دعمت المؤتمر الدولى الثانى في «علم الوراثة للشيخوخة وطول العمر» في موسكو، حيث القى كبار علماء العالم في الشيخوخة خطبهم، بما في ذلك الباحثون الذين طوروا الفئران التي عاشت أكثر من مرتين بالنسبة للفئران العادية، وكذلك دراسة للحيوانات التي لا تشيخ وتطوير العقاقير المضادة المبتكرة للشيخوخة.
في عام 2012 ذكر أن تشابمان أوقعت عضو بارز في مجلس وزراء الرئيس الأمريكي باراك أوباما في عملية ابتزاز نتيجة علاقة جنسية معها. وقيل أن يكون الدافع الأساسي وراء هذه الخطوة هي إضافة عضوا آخر إلى شبكة التجسس التي كانت فيها. الخطة انطوت على أن تقوم تشابمان بإغواء هدفها قبل استخراج المعلومات منه أو منها.
ظهرت تقارير في عام 2014 تزعم أن تشابمان حاولت إغواء كاشف الفساد إدوارد سنودن بناء على أوامر من الكرملين، وهذا وفقاً للمنشق بوريس كاربيكوف، وكيل الكي جي بي السابق.

## أرمينيا وناغورنو كاراباخ: 2013 إلى الوقت الحاضر
تشابمان كانت ضمن وفد يناقش الاوضاع في المنطقة الانفصالية ناغورنو كاراباخ في أغسطس عام 2013. وصلت مع مجموعة من المسؤولين الروس لمناقشة وجهة نظر جمهورية ناغورني كاراباخ في فرص حسم صراعهم مع أذربيجان على الإقليم، كان هذا بالإضافة إلى عملها على برنامجها التلفزيوني أسرار العالم. تسببت زيارتها في ضجة في أذربيجان، مما تسبب في إعلان وزارة خارجية البلاد أن تشابمان والزوار الروس الآخرين سيتم اعتبارهم أشخاصا غير مرغوب فيهم في أذربيجان.
زارت تشابمان في وقت لاحق نصب تذكاري لضحايا الإبادة الجماعية الأرمنية، وذكر في المقابلة ان الزيارة التي قامت بها إلى أرمينيا علمتها أهمية العلاقات الأسرية وأن أفضل أصدقائها هم من الأرمن. وأعربت عن إعجابها بالقيم الأسرية في المجتمع الأرميني الذي يفتقرها المجتمع الروسي، وقال أنها تعلمت الكثير من أرمينيا.

## الشبكة والاعتقال
تشابمان هي واحدة من اثنين فقط من الشبكة الروس الذين اعتقلوا في يونيو 2010 الذين لم يستخدموا اسم مستعار. [40]

### اعتقال
وادعى مسؤولون أن تشابمان عملت مع شبكة مع آخرين، حتى حاول وكيل متخفى من مكتب التحقيقات الفيدرالية سحبها في فخ في مقهى مانهاتن.
وكيل مكتب التحقيقات الفيدرالية قدم لتشابمان جواز سفر وهمي في ستاربكس، مع تعليمات لتوصيلة إلى جاسوس آخر. وسألها: «هل أنتى مستعدة لهذه الخطوة؟»، فأجابت تشابمان بشكل لا لبس فيه «بالطبع». وقبلت جواز السفر.
ومع ذلك، وبعد إجراء سلسلة من المكالمات الهاتفية مع والدها فاسيلي كوشيتشينكو في موسكو، انتهت تشابمان إلى الالتفات لمشورة والدها وسلمت جواز السفر الي مركز للشرطة المحلية. وألقي القبض عليها بعد وقت قصير.

### التبادل الدولي
بعد اتهامها رسميا، أصبحت تشابمان وتسعة معتقلين آخرين جزءا من صفقة تبادل جواسيس بين الولايات المتحدة وروسيا، هي الأكبر من نوعها منذ عام 1986.
عاد الوكلاء العشرة الروس إلى روسيا عن طريق طائرة مستأجرة هبطت في مطار فيينا الدولي، حيث وقع التبادل في صباح يوم 8 يوليو 2010.
عادت طائرة روسية إلى مطار دوموديدوفو الدولي في موسكو، بعد الهبوط تم الاحتفاظ بالعشرة جواسيس بعيدا عن الصحافة المحلية والدولية.

### سحب الجنسية البريطانية
ووفقا لبيان صادر عن المحامي الأمريكي روبرت بوم وتقارير وسائل الإعلام، أبدت تشابمان رغبتها في الانتقال إلى المملكة المتحدة.
ونتيجة لذلك، مارست وزارة الداخلية الصلاحيات الخاصة من قبل وزير الداخلية البريطاني لحرمان تشابمان من الجنسية البريطانية بموجب المادة 40 من قانون الجنسية البريطانية لعام 1981،
و قانون الهجرة واللجوء لعام 2002، والهجرة واللجوء وقانون الجنسية لعام 2006، وأستخدم فقط ضد إثنا عشر شخص منذ بدء العمل به.
أصدرت وزارة الداخلية الأوراق القانونية بإلغاء الجنسية لها يوم 13 يوليو 2010.
وجري أيضا اتخاذ خطوات لاستبعاد تشابمان، وهذا يعني أنها لا يمكن أن تسافر إلى المملكة المتحدة مرة أخرى.
بعد رحيلها إلى روسيا، أكد باوم أن موكلته رغبت في البقاء في المملكة المتحدة. وقال أيضا انها كانت «مستاءة بشكل خاص» من إلغاء جنسيتها البريطانية وحرمانها من دخول البلاد.

## التغطية الإعلامية وردة الفعل الشعبية
بعد القبض عليها من قبل مكتب التحقيقات الفيدرالية لتورطها في شبكة التجسس، اكتسبت تشابمان النجومية. وظهرت صور لتشابمان مأخوذة من صفحتها على موقع الفيسبوك على شبكة الإنترنت، وتم تحميلها عدة أشرطة فيديو لها على اليوتيوب.
وبسبب انتمائها للاتحاد الروسي أدى إلى أن واحد من وسائل الإعلام أشار إليها باسم «الحمراء تحت السرير».
مجلات وصفحات علي الإنترنت تناولت بالتفصيل أسلوبها في الأزياء واللباس.
وقد وصفت تشابمان من قبل وسائل الاعلام المحلية في نيويورك باعتبارها رمز للحانات والمطاعم.
نائب الرئيس الأمريكي جو بايدن، عندما سئل مازحا مع مقدم البرنامج التلفزيوني الكوميدي الأمريكي المشهور جاي لينو في برنامجة، «هل لدينا أي جواسيس مثيرين؟»، فأجاب في لهجة جادة وهمية، «دعوني أكون واضحا. لم تكن فكرتى لإعادتها إلى بلادها».
في أكتوبر 2010، طرحت صورة تشابمان على غلاف النسخة الروسية من مجلة مكسيم للملابس الداخلية. وشملت المجلة أيضا تشابمان في قائمة ضمت أكثر 100 سيدة جذابة في روسيا.
وذكرت وكالة انترفاكس الروسية للانباء، اعتبارا من 1 أكتوبر 2010، كانت تشابمان في ذلك الوقت تعمل كمستشارة في قضايا الاستثمار والابتكار لرئيس بنك فوندسيرفرس، وهو بنك موسكو الذي يعالج المدفوعات نيابة عن مؤسسات تابعة للدولة والقطاع الخاص في صناعة الطيران الروسية.
في نيسان 2011 ظهرت تشابمان كموديل في أسبوع الموضة في موسكو. وفي يونيو 2012 كانت تشابمان موديل مرة أخرى في تركيا.
في 3 يوليو 2013 حصلت تشابمان علي اهتمام وسائل الاعلام عندما غردت عبر تويتر، وطلبت من إدوارد سنودن أن يتزوجها.

## روابط خارجية
- آنا تشابمان على موقع IMDb (الإنجليزية)
- آنا تشابمان على موقع إن إن دي بي (الإنجليزية)
- آنا تشابمان على موقع كينوبويسك (الروسية)